# Molophilus sparus
Molophilus sparus är en tvåvingeart som beskrevs av Alexander 1940. Molophilus sparus ingår i släktet Molophilus och familjen småharkrankar. Inga underarter finns listade i Catalogue of Life.